# Cephalallus oberthuri
Cephalallus oberthuri là một loài bọ cánh cứng trong họ Cerambycidae.